# História de Andrelândia

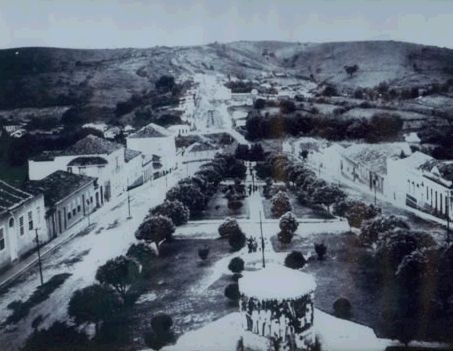
Vista da Praça da Matriz, um dos símbolos da cidade, na década de 1920.

A História de Andrelândia, um município brasileiro no interior do estado de Minas Gerais, inicia-se muito antes de sua emancipação, ocorrida em 20 de julho de 1868. Ela remonta ao final do século XVI, com o início da ocupação da região do sul de Minas Gerais e até mesmo do estado.
A colonização na região se deu através da mineração de ouro, diamante e outras pedras preciosas, atividade que se estendia do sul de Minas Gerais até Goiás. Em 1749, sentindo a necessidade de assistência religiosa, o fazendeiro André da Silveira dirigiu ao Bispo de Mariana um pedido de autorização para se construir no local, então denominado Turvo Pequeno, uma igreja dedicada à Nossa Senhora do Porto. Atendido pela autoridade eclesiástica, a capela foi construída, recebendo a bênção católica no ano de 1755. Ao redor do pequeno templo, muitas casas foram sendo construídas, e logo se formou o Arraial do Turvo, primitiva denominação da localidade. A partir da construção da capela, em 1827 o arraial do Turvo já estava em condições de ser elevado à condição de paróquia, o que ocorreu um pouco mais tarde, tendo, a partir daí, um crescimento progressivo, até ser transformado em vila no ano de 1864, pela lei nº 1.191 de 27 de julho daquele ano.
Após a emancipação de Andrelândia, ocorreu um êxodo rural no município. Durante o século XX, a população trocou a mineração e a agropecuária pelo comércio. Houve também uma grande melhoria da infraestrutura municipal, como o asfaltamento de ruas e avenidas, construção de escolas e implantação de um sistema de iluminação pública. O cinema, que era uma das principais atividades recreativas dos andrelandenses, perdeu força com o fechamento das casas de exibição cinematográfica que o município possuía. Entretanto ainda mantém-se ativos diversos projetos e instituições que têm como objetivo preservar outras tradições culturais da cidade, como a música, o artesanato e o teatro.

## Primórdios e colonização
Em Andrelândia viviam há milhares de anos diversos povos primitivos que deixaram por todo o município vestígios de sua existência. Esses resquícios pré-históricos, comumente encontrados por lavradores enquanto preparavam a terra para o plantio, se consistem de: machados de pedra polida dos mais variados tamanhos e que serviam principalmente para se cortar e trabalhar a madeira; pilões também de pedra polida, utilizados para socar cereais; pontas de flecha de acabamento esmerado, geralmente confeccionadas em quartzo; pequenas bigornas de pedra que serviam de base para se quebrar cocos; cacos de cerâmicas; pedaços de potes de variados tamanhos, utilidades e formas, entre outros. Todo esse material ficou, durante muito tempo, espalhado pelas fazendas do município sem cuidados adequados. Às vezes eram encontrados e destruídos em seguida ou então jogados fora, uma vez que segundo uma antiga lenda tais pedras atraem descargas atmosféricas, razão pela qual são conhecidas, pelas pessoas que dão crédito à afirmação, como "pedras de raio" ou "pedras do corisco". Foi José Godinho Filho, pessoa considerada como de conhecimento avançado para seu tempo, quem primeiramente se dedicou à coleta deste material nas propriedades rurais de Andrelândia, conseguindo reunir um acervo que atinge quase uma centena de peças; a grande maioria encontrada na região do Parque Arqueológico da Serra de Santo Antônio, onde ainda existem outros vestígios pré-históricos, como pinturas rupestres em grutas e cavernas.

### Mineração
O início da colonização dos portugueses e outros imigrantes na região do atual município de Andrelândia foi consequência da exploração do ouro no Sul do estado de Minas Gerais. Em meados do século XVII, a região onde hoje se localiza o município já se encontrava totalmente povoada por aventureiros que buscavam riquezas. Por volta de 1740, o afluxo populacional na região aumentou consideravelmente. Muitos eram os que demarcavam uma extensão de terras devolutas e nelas se fixavam, cuidando mais tarde da legalização da posse através da concessão de carta de sesmaria, que era entregue pelo Governador da Capitania. A região, uma das áreas mais povoadas, era conhecida como "Congonhal" e se estende por uma grande área de terras férteis na margem direita do Rio Turvo Grande. A denominação foi dada em virtude da abundância das árvores ali localizadas.
Os paulistas eram quem comandavam os negócios e controlavam, sob vigilância da Coroa Portuguesa, as minas de extração de ouro, diamante e outras pedras preciosas desde o sul de Minas Gerais até Goiás. No início daquele século, por volta de 1720, Minas Gerais separou-se de São Paulo, transformando-se em província autônoma, governada por Lourenço de Almeida. Naquele tempo, já eram importantes centros urbanos as vilas de Mariana (então conhecida como Nossa Senhora do Ribeirão do Carmo), São João del-Rei, Vila Rica e Vila da Campanha da Princesa. Além dessas povoações, existiam várias freguesias que se formaram ao longo de trilhas de ouro, principalmente, às margens de rios abundantes e nas encostas de vales mais férteis. Tais freguesias foram fundadas pelos bandeirantes paulistas em terras novas e desabitadas, em pousadas e pontos de cruzamento de trilhas e em pontos de referência para os viajantes. Também foram fundadas por fazendeiros que se instalaram em terras permitidas pelos Intendentes, normalmente ao longo das rotas traçadas pelos próprios bandeirantes.

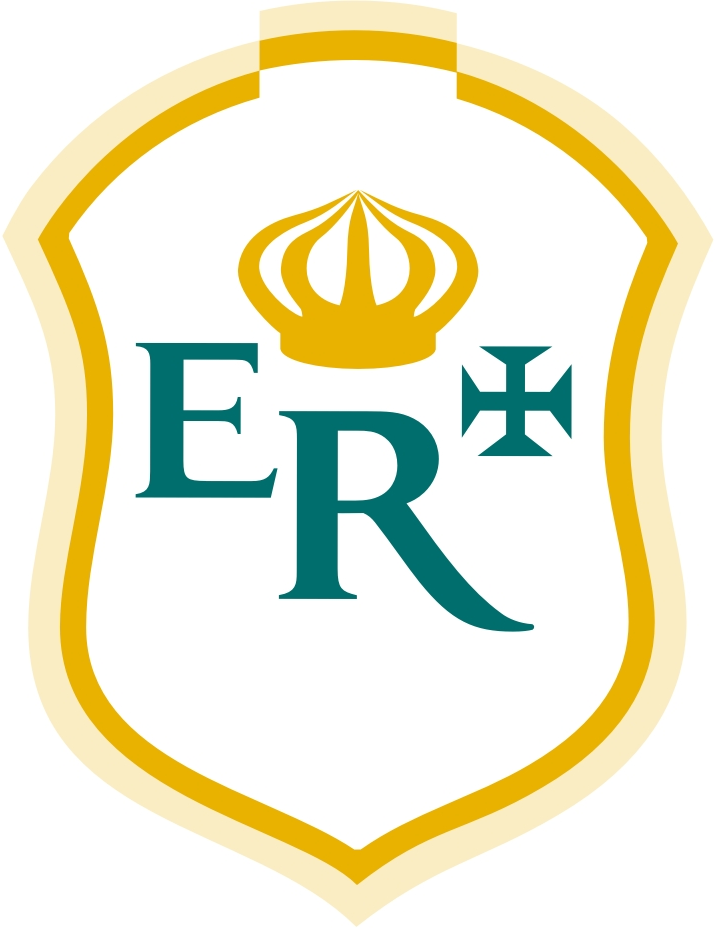
Escudo do Projeto Estrada Real.

Naquela época, em Minas Gerais, as terras auríferas eram muito disputadas, fazendo com que muitos dos recém chegados se dirigissem à procura do ouro em locais mais afastados dos tradicionais centros mineradores, e uma vez exauridos os meios ou malograda a iniciativa, os homens se fixavam à terra, cuidando das plantações e da pecuária.
Um trecho importante da Estrada Real é denominado como Caminho do Comércio ou Caminho do Rio Preto, uma variante que foi aberta no início do século XIII para facilitar o trânsito de comerciantes e tropeiros entre São João del-Rei e Rio de Janeiro, ajudando a escoar os minerais extraídos na região. Essa rota, que partia do Caminho Novo em trecho compreendido entre os atuais municípios de Paty do Alferes e Paraíba do Sul, rumava em direção a Valença (em terras fluminenses), depois seguia pelos antigos arraiais mineiros de Rio Preto, Bom Jardim, Turvo (atual Andrelândia), Madre de Deus, Santo Antônio do Rio das Mortes Pequeno e, finalmente, chegava à Vila de São João del-Rei. Recentemente, um projeto de lei incluiu Andrelândia na rota do Proejto Estrada Real (ER). Para demarcar o local, foram colocados vários totens no município.

### Influências étnicas e estrangeiras
Os primeiros habitantes de Andrelândia, que vieram juntamente com os bandeirantes paulistas e fundaram as antigas fazendas e os primeiros núcleos habitacionais eram portugueses; consequentemente, grande parte da população andrelandense hoje possui ascendência portuguesa. A tribo indígena mais próxima foi encontrada mais ao sul do estado, na região que permeava as nascentes dos rios Verde e Baependi, próxima à Serra do Papagaio, por volta do ano de 1700. Foi apenas entre os séculos XIX e XX que começaram a chegar os primeiros estrangeiros em Andrelândia, em sua maioria libaneses que vinham para o Brasil em busca de riqueza. Além dos estrangeiros que chegaram e se integraram à população andrelandense, muitas outras famílias, oriundas de outras cidades e regiões do Brasil, também se sentiram atraídas pelas riquezas do lugar. Da Itália, vieram as famílias D'Alessandro e Rivelli; da Espanha, Laredo, Casas Martins, e Garrido e, de Portugal, Gaspar e Pereira. Quase todos, motivados pela construção da Estrada de Ferro Oeste de Minas, inaugurada no dia 14 de junho de 1914, ou tentados em progredir com os benefícios advindos de seu funcionamento.
Existia na cidade um grupo de pessoas, embora pequeno, notadamente de origem europeia, que frequentava o comércio andrelandense do início do século XX e que, conforme atestam os mais antigos, foram os primeiros vendedores ambulantes do atual município. Habitavam uma região não muito distante da sede do município, chamada Congonhal, próxima à Serra da Bandeira. A essa categoria comercial pertenciam as Congonheiras, assim denominadas porque eram residentes de um bairro rural próximo, o Congonhal. Percorriam a cidade vendendo a colheita de sua pequena lavoura. Eram conhecidos ainda por não aceitarem os empregos que lhes eram oferecidos. Os Congonheiros ainda existem, e em número muito maior, só que se diversificaram bastante seu modo de vida: perderam a distinção que os marginalizava e muitos se mudaram para a cidade. Casaram-se com outras famílias, aprenderam e dedicam-se aos mais variados ofícios e profissões.
Com a chegada dos europeus, especialmente dos portugueses, também teve início o período da escravidão. Na região, assim como em todo o Brasil, só o escravo trabalhava e produzia. Nenhum português cuidava dos serviços mais comuns, o que acabou por gerar a consideração de que o trabalho era algo vil e infamante. Os escravos eram conhecidos e citados por nomes e apelidos característicos. Normalmente o cativo tinha um prenome, seguido do nome do lugar de sua procedência na África. Em Minas Gerais, onde a mineração reunia grande número de escravos, as insurreições eram frequentes. Muitos eram os quilombos e os redutos de escravos fugidos. Apenas em 28 de setembro de 1885, foi sancionada a lei que tornava livres os escravos sexagenários. Na atual cidade, foram beneficiados com a Lei do Sexagenário, ao todo, 205 negros cativos.

### Surgimento do Arraial

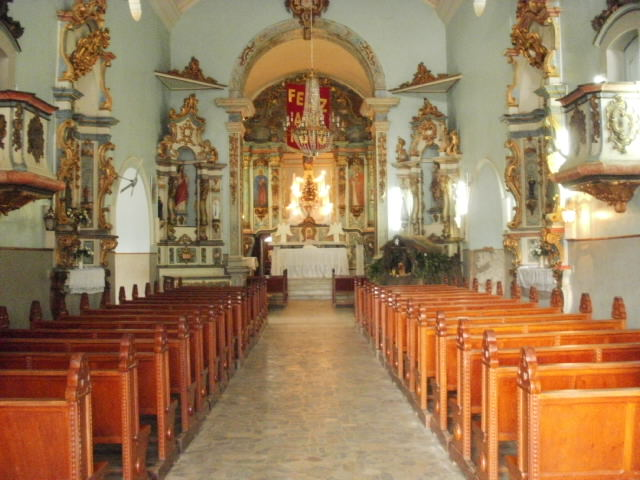
Interior da Igreja de Nossa Senhora do Porto da Eterna Salvação, templo que deu origem ao município.

Na atual região de Andrelândia, os principais fatores que favoreceram o surgimento do arraial eram: o trabalho de mineração, com pessoas atraídas pelo ouro; ao longo dos antigos caminhos, muitos arraiais despontaram no cenário mineiro, nascendo a partir de pousos de tropeiros - germes de acomodação que se tornaram centros populosos. Por fim, a construção de uma capela em local onde o povoamento se achava mais intensificado acabava por deflagrar o processo de formação de um núcleo urbano em torno dela, culminando com a formação de um novo povoado. A capela foi a origem mais comum de vários povoados mineiros, sendo estimado que 90% das cidades mineiras nasceram sob os auspícios da Igreja Católica.
No ano de 1749, sentindo necessidade de assistência religiosa na região, o fazendeiro André da Silveira dirigiu ao Bispo de Mariana um pedido de autorização para se construir no local denominado Turvo Pequeno uma igreja dedicada à Nossa Senhora do Porto. Atendido pela autoridade eclesiástica, a capela foi construída, recebendo a bênção católica no ano de 1755. Ao redor do pequeno templo muitas casas foram sendo construídas, e logo se formou o Arraial do Turvo, primitiva denominação da localidade. A partir da construção da capela, em 1827 o arraial do Turvo já estava em condições de ser elevado a paróquia, o que de fato ocorreu, tendo, a partir daí, um crescimento progressivo, até ser transformada em vila no ano de 1864, pela lei nº 1.191 de 27 de julho daquele ano.

## Fé católica
A profunda fé em Nossa Senhora, tida como padroeira dos reinos e senhorios portugueses desde 1646, era um sentimento comum entre os pioneiros que firmaram-se em Andrelândia. Cada um desses homens trazia consigo uma imagem de devoção particular, a quem dirigia suas preces. As imagens de Nossa Senhora, sob os mais diversos títulos, chegaram, então, ao território mineiro nas mãos dos pioneiros e demonstravam a devoção de sua terra natal. Muita confusão tem sido feita em relação ao título da padroeira de Andrelândia, Nossa Senhora do Porto da Eterna Salvação. Alguns autores têm cometido incorreções dizendo, por exemplo, que o título "Nossa Senhora do Porto do Turvo" teria tido origem em virtude de um porto que outrora existiu no rio Turvo.
A invocação de Nossa Senhora do Porto data dos primeiros tempos do estabelecimento do cristianismo na Gália. A expressão "do Turvo" não tinha outra função senão a de identificar geograficamente o lugar onde era venerada a imagem. Assim como a Capela de Nossa Senhora do Porto do Turvo, erguida a pedido de André da Silveira em meados do século XVIII, outras capelas dedicadas à Nossa Senhora foram erguidas naquele mesmo século, como, por exemplo, as Capelas de Nossa Senhora da Piedade do Rio Grande, a de Nossa Senhora da Conceição de Aiuruoca e também a de Nossa Senhora do Porto do Saco, no município de Carrancas, com invocação homônima à da Matriz de Andrelândia.
Além da Capela do Porto do Saco, assim chamada por estar localizada no lugar onde o Rio Grande, depois de grande sinuosidade, comprime-se parecendo com a forma de um saco, e que conforme a tradição foi construída pela lendária Ilhoa Júlia Maria da Caridade; e da Igreja Matriz de Andrelândia, só há conhecimentos de mais um templo erguido em honra a essa invocação Mariana. Situa-se na cidade de Senhora do Porto, também em Minas Gerais, na região do Vale do Rio Doce.
Em Andrelândia, ao longo da história, além da Igreja de Nossa Senhora do Porto da Eterna Salvação, também foram construídas diversas igrejas, capelas e oratórios dedicadas a vários santos, como a Igreja de Nossa Senhora do Rosário (1817), Igreja de São Benedito (1936) e o Seminário São Francisco de Assis (1961).

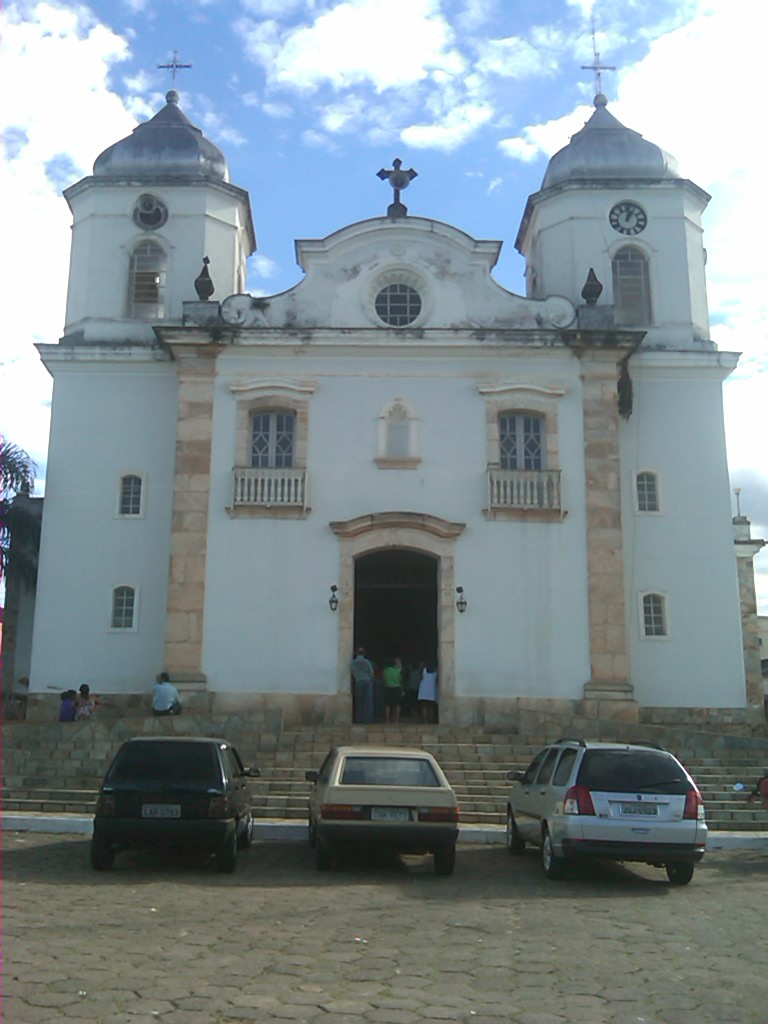
Fachada da Igreja de Nossa Senhora do Porto da Eterna Salvação.
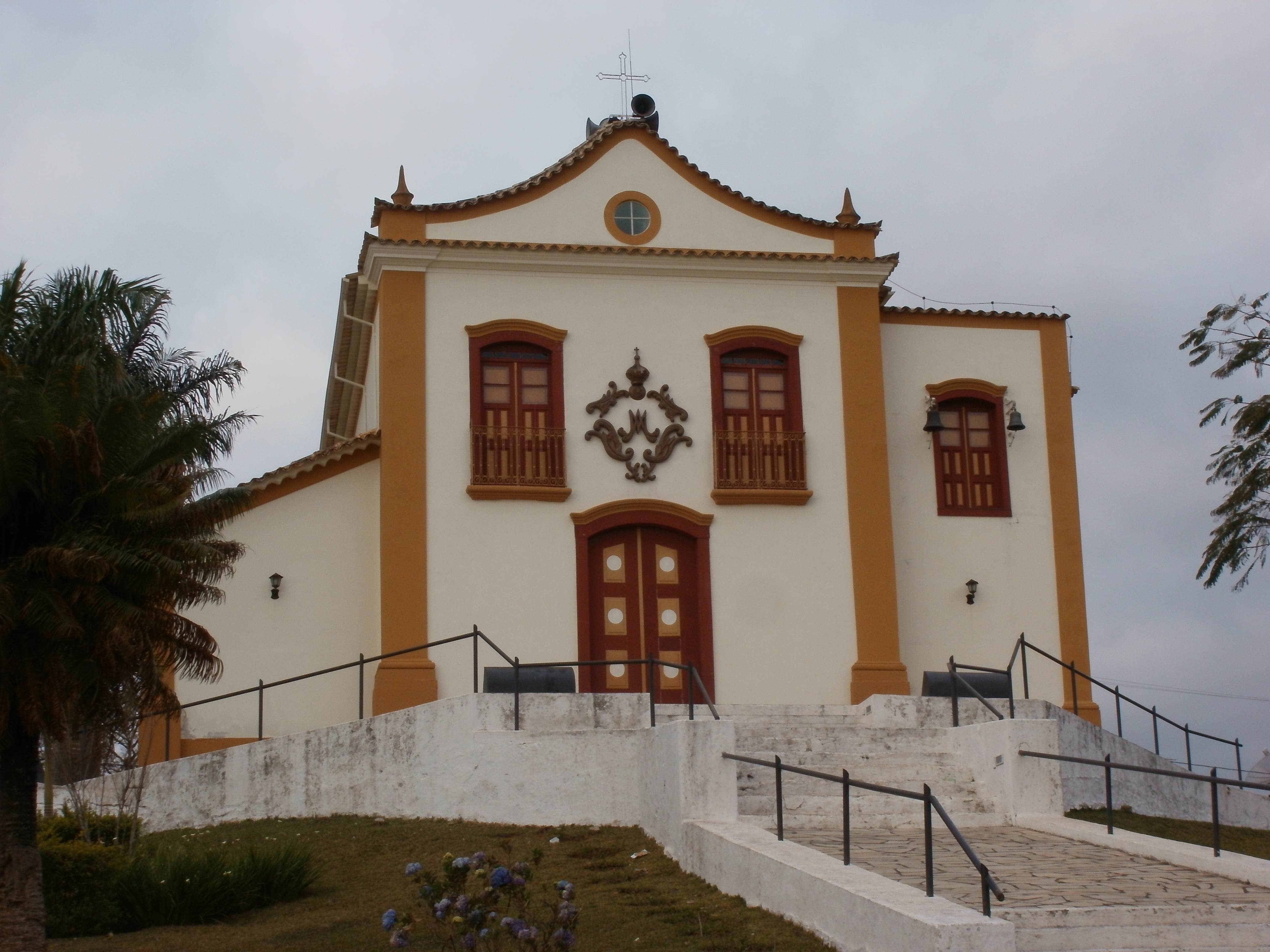
Vista da Igreja de Nossa Senhora do Rosário.
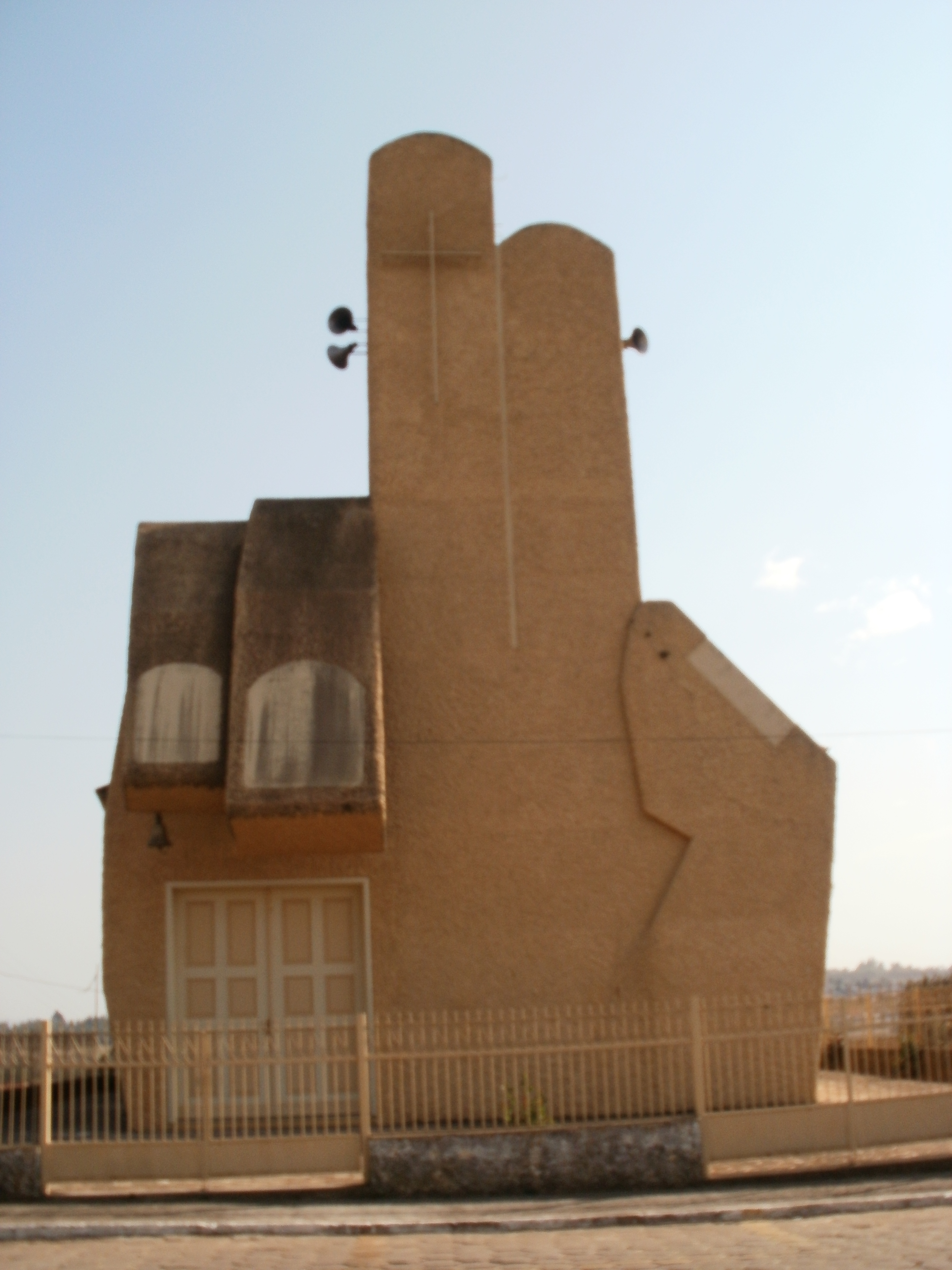
Igreja de São Benedito.
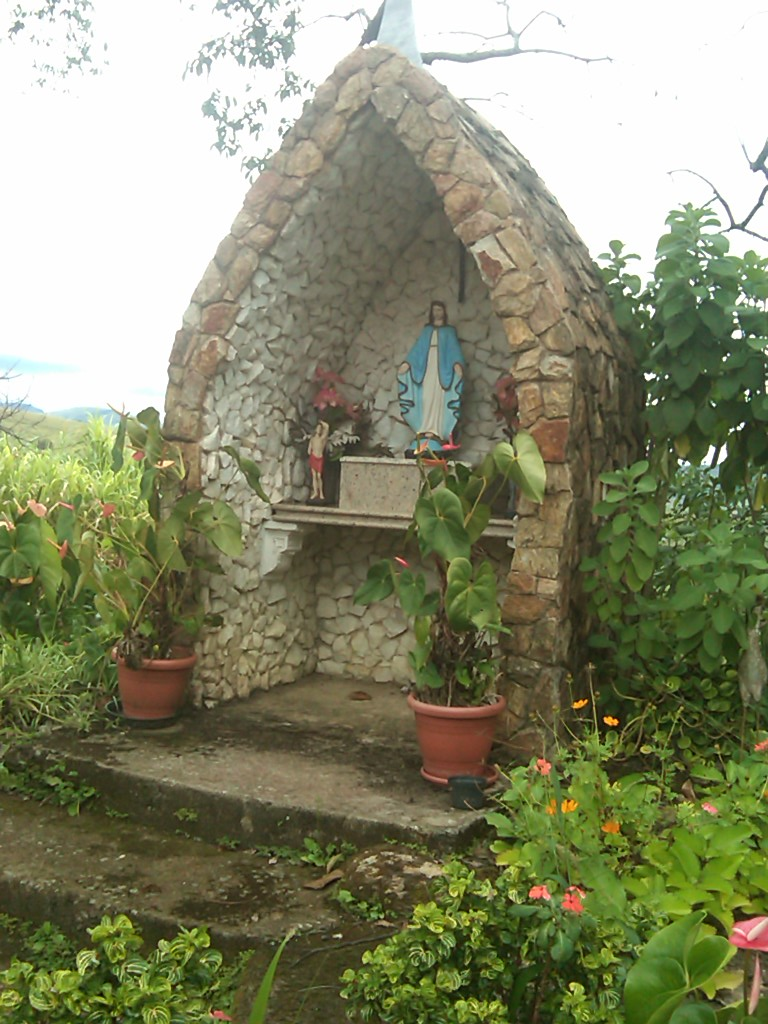
Um oratório dedicado a Nossa Senhora das Graças na zona rural da cidade.

## Emancipação política

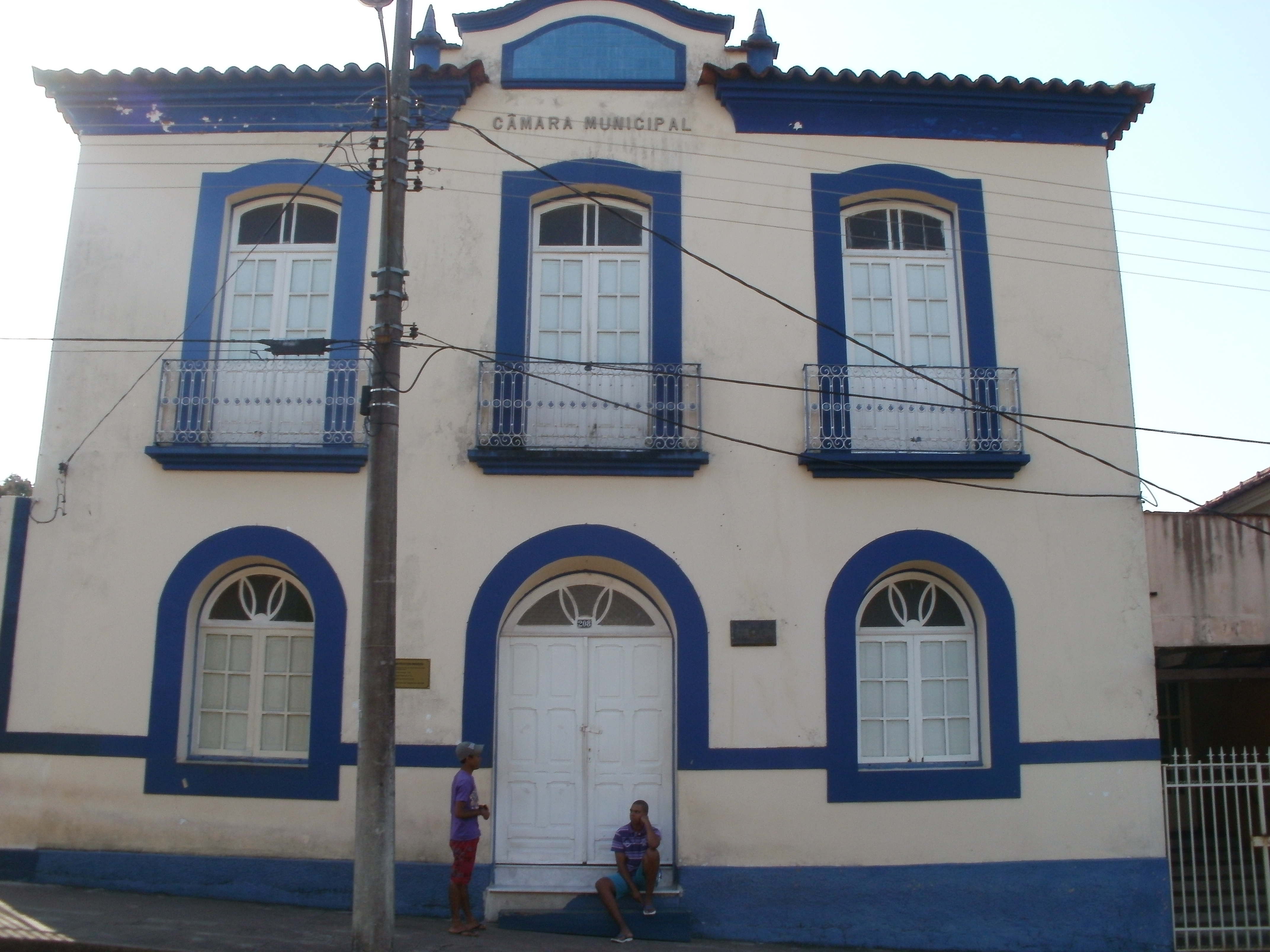
Sede da Prefeitura e da câmara municipal, construída no século XIX.

Segundo a legislação vigente, para o arraial se elevar à condição de vila (e município), a população deveria fundar, com recursos próprios, o prédio da cadeia pública e a câmara municipal. Então, com a colaboração de Antônio Belfort de Arantes e seu filho, Antônio Belfort Ribeiro de Arantes, as obras puderam ser realizadas e o arraial foi elevado à categoria de vila em 21 de outubro de 1866, com a denominação de Vila Bela do Turvo. Em 20 de julho de 1868 a vila foi elevada à categoria de cidade, passando a denominar-se simplesmente por Turvo, pela lei provincial nº 1 518.
Na época da emancipação, à câmara municipal competia a administração municipal e seu presidente era o agente executivo (função que equivale à de prefeito nos dias atuais). No Turvo, a primeira câmara funcionou a partir de 1866, com a instalação do município. A composição desta Câmara era a mesma que funcionava na antiga Vila do Rio Preto e tinha como presidente e agente executivo Mariano Pereira da Silva Gomes. A Câmara Municipal do Turvo funcionava no andar superior do sobrado construído especialmente para este fim. Este sobrado - denominado Casa da Câmara e Cadeia (a última funcionava no térreo) - teve sua construção iniciada em 1864 (pedra fundamental datada de 2 de dezembro de 1864) graças aos esforços de Antônio Belfort de Arantes (mais tarde nomeado Barão do Cabo Verde) e de seu filho Antônio Belfort Ribeiro de Arantes (mais tarde nomeado Visconde de Arantes). Até a Revolução de 1930, a administração municipal esteve a cargo do agente executivo, o qual também presidia o legislativo. O primeiro prefeito que a cidade teve após a revolução foi José Gustavo Alves.

### Divisão territorial
Sob a lei estadual nº 2 de 14 de setembro de 1891 foi criado o distrito de Nossa Senhora da Piedade do Rio Grande e anexado ao então município de Turvo. Pela lei estadual nº 556, de 30 de agosto de 1911, o distrito de Nossa Senhora da Piedade do Rio Grande passou a denominar-se Arantes, tendo então o município cinco distritos: Turvo, Arantes, Bom Jardim, Madre de Deus do Rio
Grande e São Vicente Ferrer. Pela lei estadual nº 843, de 7 de setembro de 1923, o distrito de Madre de Deus do Rio Grande passou a denominar-se Cianita, enquanto Senhor do Bom Jesus do Jardim passou a chamar-se Bom Jardim. Pelo decreto-lei estadual nº 148, de 17 de dezembro de 1938, foi desmembrado de Andrelândia o distrito de São Vicente Ferrer, elevado à categoria de município sob a denominação de Francisco Sales. Sob a mesma lei desmembrou-se do município de Andrelândia o distrito de Bom Jardim de Minas, elevado à condição de município sob o mesmo nome. Pela lei nº 1 039, de 12 de dezembro de 1953, foram desmembrados os distritos de Arantes e Cianita, elevados à categoria de municípios com as denominações de Piedade do Rio Grande e Madre de Deus de Minas, respectivamente; somente Sede permanece como município independente nos dias de hoje.

## Século XX

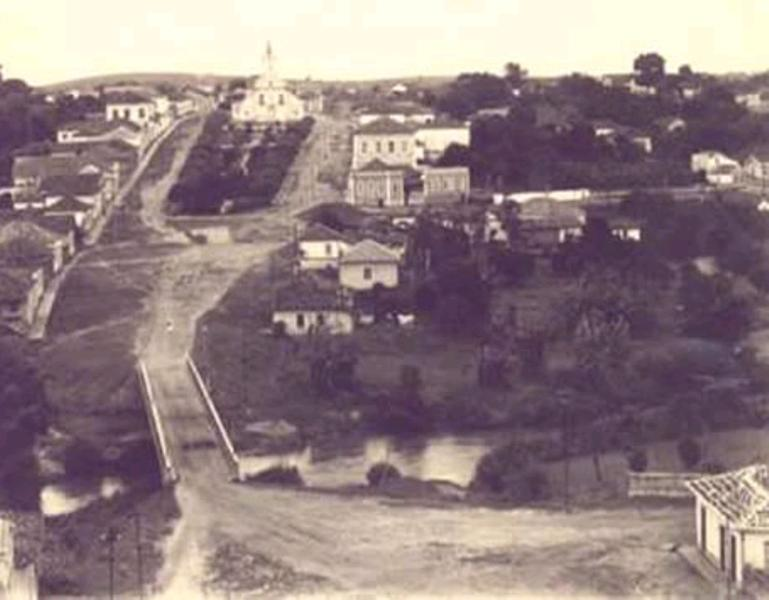
Vista parcial de Andrelândia em 1930.

Logo após a emancipação da cidade houve um crescimento relevante da área urbana. Assim como em grande parte do Brasil, em Andrelândia também ocorreu um êxodo rural ao longo daquele século. A população começou a concentrar-se no perímetro urbano municipal, principalmente após o crescimento do comércio da região. No ano de 1970 a população total era de 13 231, sendo 5 850 na zona urbana e 7 381 na zona rural. Em 2000, a população era de 12 310 habitantes. Desse total, 9 557 viviam na zona urbana e 2 753 na zona rural. O Índice de Desenvolvimento Humano (IDH) também apresentou um relevante crescimento ao longo dos anos. Em 1991 o índice municipal era de 0,651 (médio), enquanto em 2000 já era de 0,733 (elevado).

### A economia andrelandense
A partir do século XX, a mineração começou a perder força na cidade e região. As principais fontes de renda passaram a ser oriundas da agricultura e do comércio. Em 1982, o IBGE apurou a existência de 71 estabelecimentos comerciais no município. Um número bastante considerável para uma cidade de baixa renda e, assim sendo, de baixo consumo. Considerando o impulso das três primeiras décadas do século XX, a cidade perdeu em atividade produtiva e circulação monetária, tanto na zona urbana como na rural. O que ocorreu foi o êxodo rural, consequentemente, diminuindo a mão-de-obra que é muito difícil nesta região tão acidentada e de difícil manejo. Com o baixo valor da produção e o alto preço de sementes e insumos, consequência natural de uma política governamental que não se interessava pelo pequeno produtor, o homem do campo se viu forçado a abandonar seu trabalho e a procurar os grandes centros urbanos, onde, esperava encontrar algum tipo de trabalho para se manter, ou terminar aumentando o índice de desempregados, subempregados, favelados, famintos e até mesmo dos marginais.
Um outro acontecimento que marcou e ainda reflete na história da economia municipal é o fato de terem desaparecido, sem nenhuma explicação plausível conhecida, muitas indústrias instaladas no final do século XIX e primeira metade do século XX. Porém, o movimento comercial andrelandense vem se desenvolvendo bastante principalmente a partir do início da década de 1990, que significou um sinal visível do crescimento econômico e da modernização da cidade. Entretanto, ainda há baixa participação do setor industrial no produto interno bruto (PIB) municipal, mesmo que esse comece a dar sinais de aprimoramento.

### Infraestrutura

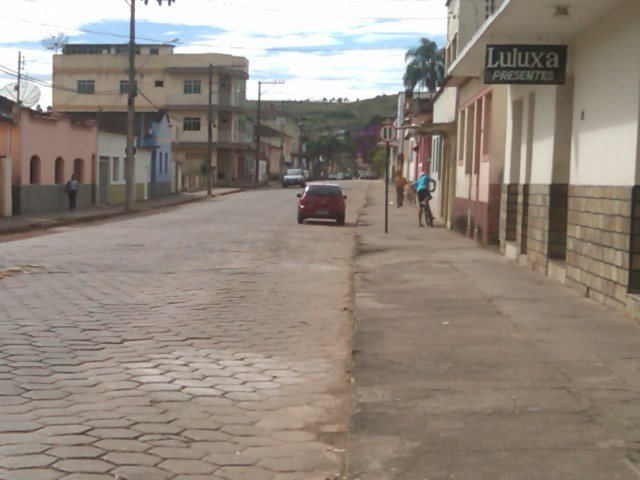
Rua São João del-Rei, pavimentada com paralelepípedos, típicos de Andrelândia.

Durante o século XX, também houve uma grande melhoria na infraestrutura andrelandense. Neste período, entre calçamento e asfalto foram pavimentadas mais de 60 ruas em Andrelândia. Mais de 3 000 quilômetros de estradas foram reformados em todo o município. Várias ruas nos bairros Belo Horizonte, Rosário e Parque das Pedreiras foram desobstruídas pela Prefeitura. Mais de 60 casas de famílias carentes foram ampliadas e reformadas com recursos próprios do governo municipal. Foi reformada a Câmara Municipal de Andrelândia, também com recursos próprios da Prefeitura.
O Visconde de Arantes propiciou a Andrelândia a passagem da Oeste de Minas, ferrovia que ligava São João del-Rei à estação de Sítio, atual cidade de Antônio Carlos. Em 14 de junho de 1914, a primeira locomotiva da Oeste chegou ao município. A partir da década de 1950, o sistema ferroviário da região passou a sentir, como em outras partes do Estado e do país, os reflexos da maior expansão das rodovias, que absorveram a quase totalidade do tráfego de passageiros e do transporte de cargas leves, ficando a estrada de ferro praticamente limitada ao transporte de minério. As primeiras estradas da região do município também surgiram em princípios do século XX, sendo apenas arremedos de estradas que cortavam o município andrelandense. Na administração de Gabriel Ribeiro Salgado (1923-1926), deu-se início à construção da primeira estrada para automóveis de Andrelândia, ligando o município até São João del-Rei.
Em Andrelândia, como na maioria das antigas cidades do estado, usava-se a candeia com óleo de mamona para a iluminação interna das residências e, nas ruas, utilizava-se a iluminação somente nos dias festivos, quando as janelas eram todas iluminadas. A mais antiga referência a um sistema de iluminação pública na cidade é datada do ano de 1881. Em 22 de novembro de 1927 a Companhia Turvense de Luz e Força foi comprada por noventa contos de réis (Rs 90 milhões) pela Companhia Sul-Mineira de Eletricidade, que estendeu a linha de transmissão até Bom Jardim de Minas, passando por Arantina. Mais tarde a Sul-Mineira foi substituída pela Companhia Energética de Minas Gerais (Cemig).

### Educação
A educação brasileira sofreu, nesse século, mudanças profundas com a universalização da instrução primária obrigatória, a expansão do ensino secundário e o incentivo à instalação de escolas superiores privadas. Na cidade uma das primeiras escolas fundadas foi a Escola Municipal José Bernardino Alves, criada em 18 de maio de 1919, oferecendo do 1º ao 5º ano do ensino fundamental. Veio a ser municipalizada em 1º de janeiro de 1998. Durante o século XX ainda foram inauguradas diversas instituições públicas educacionais, como a Escola Municipal Elisa Duque Catão, criada em 1965 e municipalizada em 1997, a Escola Estadual Visconde de Arantes, fundada em 1966 (que desde 1986 oferece ensino médio), a Escola Estadual Alfredo Catão, criada em 1962, dentre outras com menor importância. Em 2005 foi criada a Creche Municipal Professora Henedina Cunha de Andrade, possuindo 1 800 m² de área total, sendo 375 m² construídos e 200 m² de espaço para lazer. Esta foi uma das primeiras instituições municipais que conta com núcleo integral.
Durante o século XX, especialmente durante as décadas de 1980 e 1990, houve também uma relevante queda no índice de analfabetismo. Em 1991 o índice de pessoas em Andrelândia com mais de 25 anos de idade que não sabiam ler ou escrever um bilhete simples era de 24,70%, enquanto que em 2000 esse índice era de 16,06%. O Índice de Desenvolvimento Humano municipal (IDH) da educação também cresceu. Em 1991 era de 0,722 (elevado), enquanto que em 2000 já era de 0,811 (muito elevado).

### Cultura e lazer

#### Cinema

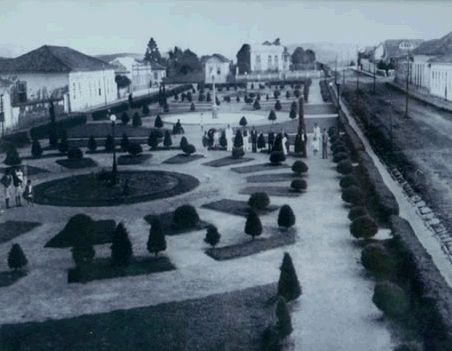
Praça Visconde de Arantes, no início da década de 1930, onde estava localizado o Cine Glória.

Por muitas décadas, o cinema foi considerado como a febre da juventude, o mundo misterioso das crianças e o passatempo dos adultos antes da chegada da televisão a Andrelândia. Filmes famosos como Gli ultimi giorni di Pompei, A Dama das Camélias, The Great Train Robbery, The Tramp, Der Blaue Engel, Here is My Heart, Laurel and Hardy, The Robe, Ben-Hur e The King of Kings eram os mais comentados e assistidos nas salas de cinema andrelandense.
Com o desaparecimento do Fox-Cinema, Marciano D'Alessandro (conhecido como Alexandre) e seu irmão Pascoal fundaram o Cine Glória, localizado na praça Visconde de Arantes, num prédio que ainda existe, de frente ao fórum municipal, construído há mais de cem anos por Visconde de Arantes. A sala teve seu auge durante a década de 1940, passando por vários proprietários, até chegar às mãos de Aníbal Teixeira, que o adquiriu dos sócios José Antônio de Almeida e Sebastião Rodrigues de Almeida. Nesse meio tempo, Aníbal Teixeira, apaixonado pelo cinema, fez um outro prédio na rua Coronel José Bonifácio, de características moderníssimas e especiais para uma casa de exibição cinematográfica, com uma lotação de 720 cadeiras. Fechando o Cine Glória, ele inaugurou o novo cinema em 1961, com uma semana de filmes selecionados, dignos de um festival. Esse cinema, batizado de "Capivari", funcionou por cinco anos, quando foi vendido a Aquuim Naor Ribeiro Guimarães, que mudou o nome para Cine Alvorada. Oficialmente, o Cine Alvorada foi fechado no começo da década de 1970. Após isso, houve várias tentativas de reabertura, tanto do Alvorada quanto do Glória, sem sucesso.

#### Música

Logo da Sociedade Andrelandense Musical São Pio X

Andrelândia não prima por ser o berço de músicos famosos nem tem a tradição da música como marca extraordinária, contudo, foi reconhecida regionalmente como a "Terra da Boa Música". Na cidade passaram e viveram leigos e profissionais afeitos à arte do ritmo e do som. A música instrumental, por sua vez, por ser uma arte mais individual, posto que pode ser executada com apenas um instrumento, veio sendo desenvolvida, ao longo das décadas, por alguns músicos que quase não se apresentam mais em público. Um dos mais conhecidos artistas amadores andrelandenses foi um senhor, chamado de Zé Marruás, que era famoso por executar várias marchas e valsas através de seu inconfundível assobio, inclusive o Hino Nacional Brasileiro, enquanto transitava com sua carroça pelas ruas da cidade.
Além da música sacra, a música de câmara e a orquestra, um outro tipo que se destacou na história da cidade é a música de banda, também chamada de música militar. Andrelândia, no início do século XX, teve duas bandas deste tipo, a dos "caranguejos" e a dos "veados". A banda dos "caranguejos" era a corporação pertencente ao partido político homônimo, mantido por Visconde de Arantes e seus sucessores, enquanto que a banda dos "veados" pertencia ao partido, também homônimo, de José Bonifácio de Azevedo e seus sucessores, de oposição àqueles.
Em Andrelândia, Ao longo dos anos também se destacaram regionalmente outras diversas bandas com sede no próprio município, com destaque aos grupos do estilo erudito, como a Banda 15 de Agosto, Santa Cecília, Corporação Musical "Irmãos Leite", além da Sociedade Andrelandense Musical São Pio X, hoje conhecida como banda São Pio X, fundada por Pedro Leite de Andrade, Jorge Salomão e Juarez Távora da Costa Modesto como o apoio de Gil Gorgulho de Moura em 4 de março de 1955, e existe até hoje, sendo regida pelo maestro Wilson Pereira. Foi declarada de Utilidade Pública Municipal pela Lei Municipal n° 716 de 14 de outubro de 1985 e entidade de Utilidade Pública Estadual, de acordo com a Lei n° 9.203, de 24 de junho de 1986. A corporação sempre esteve presente em diversos momentos culturais, históricos, civis e religiosos de Andrelândia e região.

#### Artes, artesanato e eventos

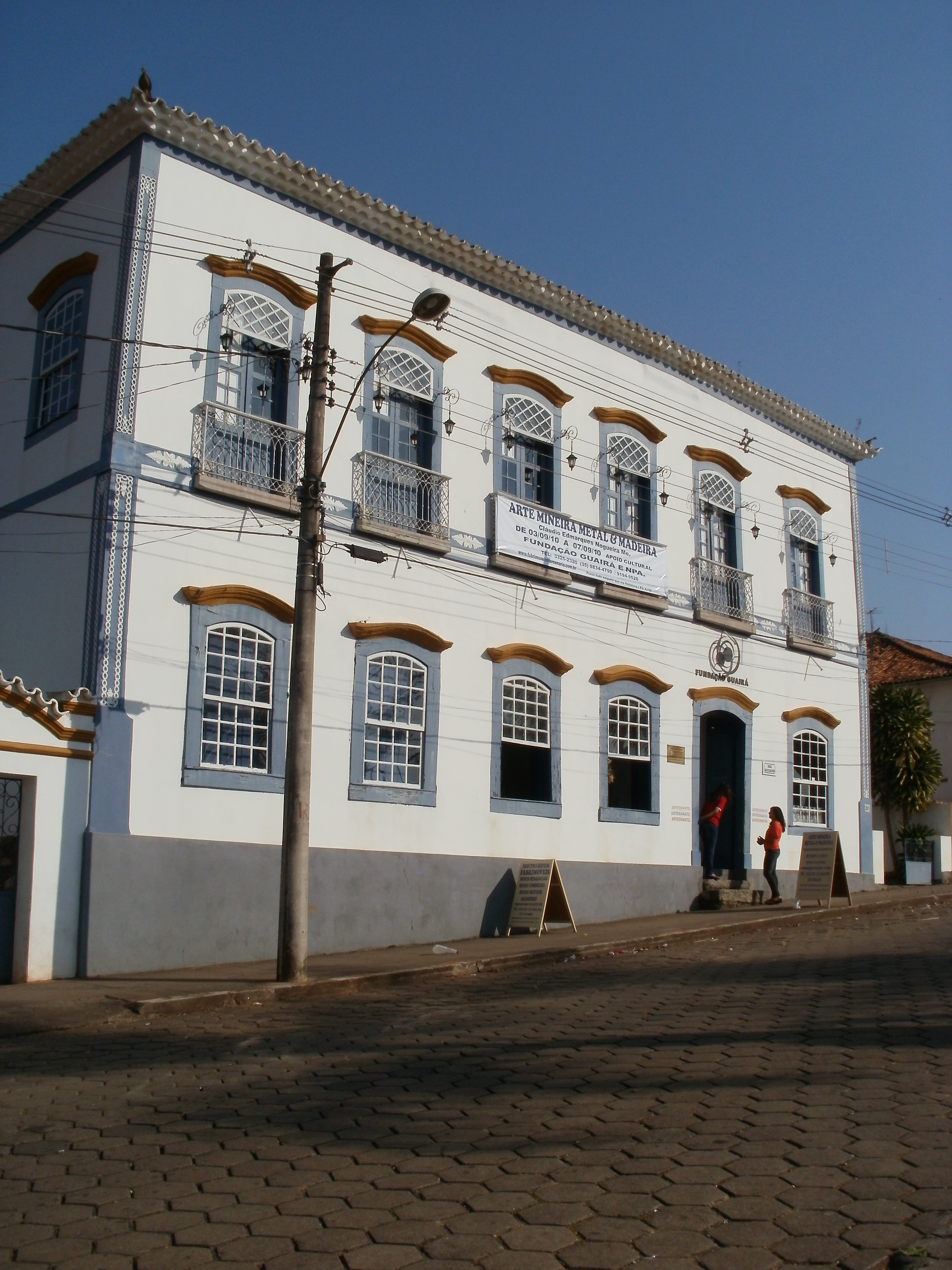
Fundação Guairá, casa de artefatos artesanais em Andrelândia.

O artesanato sempre esteve presente durante a história de Andrelândia e é uma das formas mais espontâneas da expressão cultural do município. Durante o século XX, várias instituições foram criadas com o objetivo de manter essas tradições artísticas produzidas, muitas vezes, por moradores de pequenas comunidades rurais. Em várias partes do município, é possível encontrar uma produção artesanal diferenciada, feita com matérias-primas regionais e criada de acordo com a cultura e o modo de vida local. Esta diversidade torna o artesanato andrelandense rico e criativo. Algumas associações, como a Associação dos Artesãos de Andrelândia, reúne diversos artesãos da região, disponibilizando espaço para confecção, exposição e venda dos produtos artesanais. São produzidos especialmente colchas e caminhos de mesa de crochê, flores produzidas com folha de milho seca, peças produzidas com teares, dentre outras. A Casa do Artesanato representa o ponto de exposição e venda de diversas peças produzidas por artesãos de Andrelândia. Um importante patrocinador do artesanato no município é o CRAS, um projeto organizado pela prefeitura envolvendo famílias em situação de risco, que trabalham pelo fortalecimento dos vínculos familiares e comunitários. A Fundação Guairá, criada em 1981, promove a integração e a socialização contínuas da população residente nas áreas próximas à cidade de Andrelândia através do desenvolvimento de projetos nas áreas relacionadas à cultura, além da promoção do fortalecimento das associações existentes na região.
Na área teatral da cidade, destaca-se a criação do Centro Cultural Andrelandense (CECAN), em 25 de abril de 1985, contando atualmente com diversos programas, como o Núcleo de Teatro "Espírito Forte" ou o Coral "Voz do Turvo". O Núcleo de Teatro "Espírito Forte" mantém um dos mais antigos eventos do município: a encenação da morte e ascensão de Jesus Cristo na Semana Santa, que é uma tradição que data dos séculos XVII e XVIII.
Também para estimular o desenvolvimento socioeconômico local, a prefeitura de Andrelândia juntamente ou não com empresas locais, passou a investir mais no segmento de festas e eventos. Destaca-se, com valor histórico, o Carnaval de Andrelândia, também conhecido como Andrefolia, que teve suas origens no início do século XX. Originalmente os desfiles eram realizados nas poucas ruas que existiam na cidade, principalmente no Largo Barão de Arantes (hoje Praça Visconde de Arantes) e na Rua Direita (atual Avenida Nossa Senhora do Porto da Eterna Salvação). O carnaval de rua foi se popularizando e essas brincadeiras passaram para as praças. Com o passar do tempo, essas festas foram se modernizando, surgindo então os blocos de carnaval. Outro evento de importância é a Exposição Agropecuária de Andrelândia, realizada desde a década de 1970, que também foi se popularizando até se tornar um dos principais eventos de seu ramo na região. Anualmente ainda são realizados outros diversos eventos históricos, como a Comenda Visconde de Arantes, instituída pela Lei Municipal 1.311/2002, homenageando anualmente, no dia 20 de julho (aniversário da cidade), até dez cidadãos do campo político, empresarial, social e cultural que prestaram serviços à cidade; há também o Festival de Férias, realizado no final do mês de julho, organizado desde 1982 com shows voltados para o público jovem.